# Reborn (álbum de Stryper)
Reborn es el sexto álbum de estudio de la banda de metal cristiano estadounidense Stryper, lanzado el 16 de agosto de 2005. Fue el primero para la banda luego de su contrato con la disquera independiente Big3 Records.
Representó su retorno a los estudios de grabación con material totalmente nuevo desde Against the Law (1990).
En un principio, Reborn sería un nuevo trabajo en solitario de Michael Sweet, por lo que ya lo tenía completamente grabado junto al baterista Derek Kerswill y el bajista Lou Spagnola, mientras él registró todas las guitarras y la voz principal.
Sin embargo, Sweet fue persuadido por el resto de sus antiguos compañeros de Stryper luego de su reunión y gira de 2003, a excepción de Tim Gaines quien se encontraba en otros proyectos personales. En su lugar, se incorporó Tracie Ferrie en el bajo.
Mientras tanto, Ferrie, Oz Fox y Robert Sweet volvieron a grabar sus partes instrumentales, a pesar de que muchas de las pistas de Kerswill y Spagnola se dejaron en las mezclas finales, sin que se les acreditaran, con la finalidad de vender el disco como un trabajo auténticamente de Stryper.
El sonido del álbum es más contemporáneo comparado con sus discos previos. Tiene Influencias más pesadas y menos elaboradas, propias del Industrial metal, bastante notable en los riffs estridentes de guitarras distorsionadas, sumado a canciones cortas y directas.
El estilo se considera más maduro que su material anterior, “menos glam y más sentimiento”, de acuerdo a una publicación de CCM Magazine.
Es el primer álbum de Stryper en que apareció acreditado el bajista Tracy Ferrie. 
Reborn fue lanzado con una variedad de arte en la cubierta, dependiendo del formato y región. La presentada como alternativa en la edición de Estados Unidos fue radicalmente distinta para algunas tiendas de discos (como librerías cristianas), donde el arte grotesco de la cubierta original pudiera haber sido percibido como demasiado inquietante u ofensivo.
Reborn se convirtió en objeto de coleccionistas de objetos raros desde el primer momento, cuandio se percataron de que el álbum tenía un error técnico: las canciones 7-9 son ejecutadas en distinto orden en el disco que lo que indica la cubierta.. Big 3 Records planea relanzar el disco con el orden correcto de las canciones.
"I.G.W.T." es un remake contemporáneo en un sonido Industrial metal del éxito previo "In God We Trust", del álbum del mismo nombre de 1988. La canción "10,000 Years" utiliza textos de "Amazing Grace" un himno cristiano escrito por el clérigo y poeta inglés John Newton.

## Lista de canciones
Todas las canciones escritas por Michael Sweet, excepto donde se inidca.
1. "Open Your Eyes" - 4:02
2. "Reborn" - 3:27
3. "When Did I See You Cry" (David Johnson, M. Sweet) - 3:35
4. "Make You Mine" - 4:01
5. "Passion" - 3:48
6. "Live Again" - 3:30
7. "If I Die" - 3:22
8. "Wait for You" - 3:43
9. "Rain" (Heusman, M. Sweet) - 3:45
10. "10,000 Years" (Domino público, M. Sweet) - 3:15
11. "I.G.W.T." (M. Sweet, Robert Sweet) - 3:17

## Personal
- Michael Sweet - Vocales, guitarra
- Robert Sweet - Batería
- Oz Fox – Guitarra principal, coros
- Tracy Ferrie - Bajo
- Lou Spagnola - Bajo (en Reborn y Passion)
- Derek Kerswill - Batería